# Emmaüs France
Pour les articles homonymes, voir Emmaüs.
Pour des articles plus généraux, voir Mouvement Emmaüs et Emmaüs International.
Emmaüs France est une association loi de 1901, créée en 1985 par l'abbé Pierre, qui regroupe l'ensemble des associations françaises membres d'Emmaüs International.

## Histoire

### Emmaüs en France avant Emmaüs France (1949-1978)

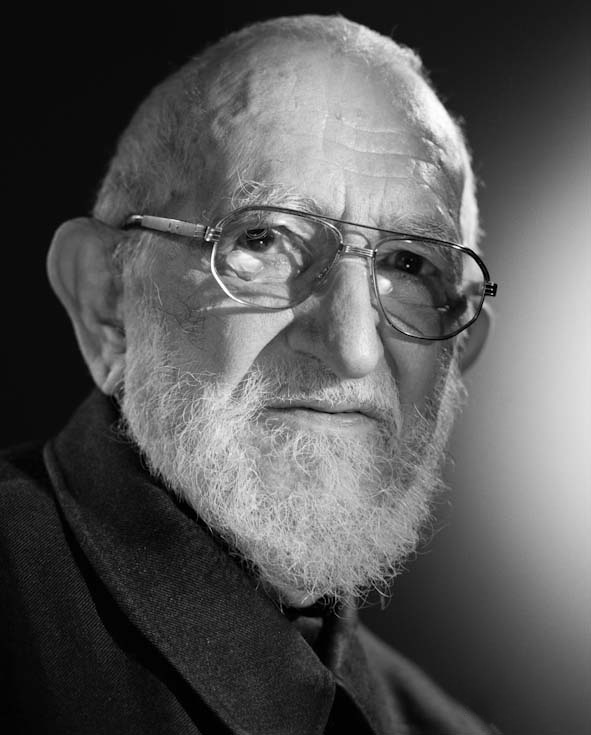
L'abbé Pierre, fondateur du mouvement Emmaüs, photographie du studio Harcourt.

#### La création du mouvement Emmaüs (1949)
En 1949, l'abbé Pierre, député MRP de Meurthe-et-Moselle, achète une maison non loin de Paris, à Neuilly-Plaisance, dans le nord-est de l'ancien département de la Seine (partie qui devient la Seine-Saint-Denis en 1968). Cette maison étant « trop grande » selon lui, il crée dans son habitation une auberge de jeunesse internationale qu'il intitule « Emmaüs », en référence à l'épisode biblique d'Emmaüs. Il est accompagné de sa secrétaire, Lucie Coutaz, qu'il a rencontrée dans la résistance, et qui est considérée comme la cofondatrice du mouvement Emmaüs.
En novembre 1949, l'abbé Pierre rencontre Georges Legay, désespéré suicidaire. L'abbé Pierre tente de lui redonner la volonté de vivre :

« Je ne peux pas t'aider, je n'ai rien à te donner. Mais toi, tu peux m'aider à aider les autres. »

— Abbé Pierre, Citation sur le site d'Emmaüs Neuilly-Plaisance
Georges accepte de suivre l'abbé Pierre et de se consacrer à cette tâche. Il devient alors le premier compagnon d'Emmaüs. Cette rencontre constitue l'acte fondateur du mouvement Emmaüs.
Bien qu'inspiré par un prêtre chrétien, le mouvement Emmaüs s'est voulu totalement neutre sur le plan politique, spirituel et religieux, et est ouvert à toutes les nationalités, les origines ethniques, sans juger les convictions de ceux à qui il porte assistance sans distinction.

#### L'appel de l'abbé Pierre en février 1954
Durant l'hiver de 1954, le froid atteint des niveaux très importants. La situation est aggravée par la pénurie de logements qui suit la Seconde Guerre mondiale. L’abbé Pierre lance alors un appel sur les ondes de Radio Luxembourg :

« Mes amis, au secours ! Une femme vient de mourir gelée cette nuit à trois heures, sur le trottoir du boulevard Sébastopol, serrant sur elle le papier par lequel, avant-hier, on l’avait expulsée »

Cet appel déclenche « l’insurrection de la bonté », entendu à la fois par les pouvoirs publics, mais aussi par l'ensemble de la société française, qui y répond massivement. Les dons en nature, et en argent, sont collectés dans un premier temps à l'hôtel Rochester.

#### La création de l'association Emmaüs (1954)
L'association Emmaüs est créée en 1954 afin d'organiser ce mouvement. L'immeuble du 32, rue des Bourdonnais, est acheté avec l'argent de « l'insurrection de la bonté » et devient le siège de l'association.
Par la suite, le Mouvement Emmaüs se regroupe au sein d'Emmaüs International (à partir de 1971) et, pour la branche française, d'Emmaüs France (à partir de 1985). L'association Emmaüs continue à exister en tant que tel, mais s'occupe désormais exclusivement des centres d'hébergement et autres centres d'accueils de Paris et de la proche banlieue.

#### La diversification des activités et la création de structures diverses (1954-1978)
Les années suivantes voient la création de nombreuses structures au sein d’Emmaüs : HLM Emmaüs (aujourd'hui Emmaüs Habitat), UNASL (Union Nationale d'Aide aux Sans-Logis (février 1955) qui devient en 1957 Confédération générale du logement, puis SOS familles Emmaüs, ainsi qu'un grand nombre de communautés Emmaüs.
En 1958, l'Union centrale de communautés Emmaüs (UCC) est créée. Elle regroupe environ 14 communautés Emmaüs qui expriment leur désir de structurer et de professionnaliser Emmaüs. Il s'agit surtout de mettre en place un salariat des responsables, un recrutement de ces derniers à l'externe, une formation poussée de type professionnel.
L'abbé Pierre exprime à plusieurs reprises sa méfiance envers cette structuration. Quelques années plus tard, l'Union des Amis et des Compagnons d'Emmaüs (UACE) se crée, regroupant d'autres communautés plus proches de la vision de l'abbé. Cette fédération va largement contribuer à la multiplication du nombre de groupes Emmaüs en France, notamment par l'organisation de nombreux camps de jeunes, dans les années 1960 et 1970. De nombreux groupes Emmaüs et responsables du mouvement Emmaüs sont issus de cette pratique des camps de jeunes.
Une autre pratique très répandue dans cette mouvance UACE d'Emmaüs est l'organisation de communautés itinérantes : un groupe de compagnons d'Emmaüs se déplaçant de ville en ville pour organiser des collectes de matériel et des ventes. Souvent, après quelques semaines ou mois d'itinérance, le groupe trouvait un endroit où se stabiliser, et une nouvelle communauté fixe était créée. Cette pratique, qui n'est plus utilisée aujourd'hui, a également grandement contribué à l'accroissement du nombre de communautés Emmaüs.
À son tour, cette UACE connaitra des oppositions internes, qui seront à l'origine de la création d'Emmaüs Liberté et d'Emmaüs Fraternité, deux autres familles de communautés.

### Les prémices d'Emmaüs France (1978-1985)
Avant la création d'Emmaüs France, les groupes Emmaüs sont très divisés. Les communautés Emmaüs sont regroupées selon leurs types de fonctionnement dans différentes fédérations, ou familles. L'Union centrale de communautés Emmaüs (UCC) est la plus importante d'entre elles, numériquement et financièrement. La place de l'UCC est fondamentale dans la structuration du mouvement Emmaüs : elle fournira par exemple à Emmaüs France l'ensemble de ses présidents depuis sa création.
D'autres types de groupes Emmaüs existent : des "comités d'amis", constitués uniquement de bénévoles, des SOS familles Emmaüs, sans oublier l'association Emmaüs de Paris.
Tous ces groupes se retrouvent à l'échelle mondiale dans Emmaüs International. Cependant, il n'existe aucune structure de rencontre à l'échelle nationale.
À partir de la fin des années 1970, quelques responsables de communautés, dont Raymond Étienne, responsable de la communauté Emmaüs de Metz, et Laurent Desmard, qui devient plus tard le secrétaire de l'abbé Pierre, s'attèlent à la difficile tâche de préparer la création d'Emmaüs France. Ils parcourent les groupes Emmaüs, organisent des rencontres, etc.
Ils parviennent à leurs fins en 1985, avec la création d'Emmaüs France. Raymond Etienne, artisan de sa création, en est le premier président.

## Emmaüs France

### La présidence de Raymond Étienne et la création de la Fondation abbé Pierre (1985-1995)
Raymond Étienne va d'abord s'attacher à créer des zones de dialogue entre les différentes composantes du mouvement Emmaüs, dont certaines sont en conflit ouvert.
Selon la volonté de l'abbé Pierre, il crée en 1988 la Fondation Abbé Pierre pour le logement des défavorisés. À la différence des associations du mouvement, la Fondation abbé Pierre fait appel aux dons des particuliers, ce qui entraîne une vive polémique au sein d'un mouvement Emmaüs dans lequel l'autosuffisance par le travail et l'activité économique est défendue tel un dogme. La création de la fondation abbé Pierre marque pour Emmaüs un réel retour sur la scène du combat pour le droit au logement, composante essentielle de l'identité d'Emmaüs dès les premières années de son existence.

### Années 2000
Jean Rousseau, responsable de la communauté Emmaüs de Saint-Jean-de-Linières, en périphérie d'Angers, depuis 1981, devient président d'Emmaüs France en 1996. Il s'attache alors à structurer le mouvement Emmaüs.
Pour préparer l'organisation du mouvement Emmaüs en « branches » (voir Années 2000), Jean Rousseau demande à chaque communauté de rejoindre l'une des fédérations ou familles de groupes Emmaüs. Ainsi, des interlocuteurs sont identifiés pour débattre avec les différentes tendances du Mouvement.
La présidence de Martin Hirsch sera le temps de la mise en place de cette nouvelle organisation, et de son regroupement en 3 branches selon le type d'activité (voir Emmaüs France aujourd'hui).
Cette période est marquée par de nombreux désaccords au sein du Mouvement Emmaüs, notamment concernant les modalités de mise en place de cette réforme. En 2007, Nicolas Sarkozy, élu président de la république française, propose à Martin Hirsch de rentrer au gouvernement. Ce dernier accepte de rentrer au gouvernement, mais refuse le titre de ministre : il deviendra haut-commissaire, un poste créé spécialement pour l'occasion.
Martin Hirsch démissionne le 18 mai 2007 de la présidence d'Emmaüs France, afin de préserver l'indépendance du Mouvement Emmaüs. Pour le remplacer, Christophe Deltombe, avocat parisien ayant défendu à plusieurs reprises des composantes du Mouvement Emmaüs au tribunal, est appelé à la présidence d'Emmaüs France par le conseil d'administration de l'association, et accepte le poste.

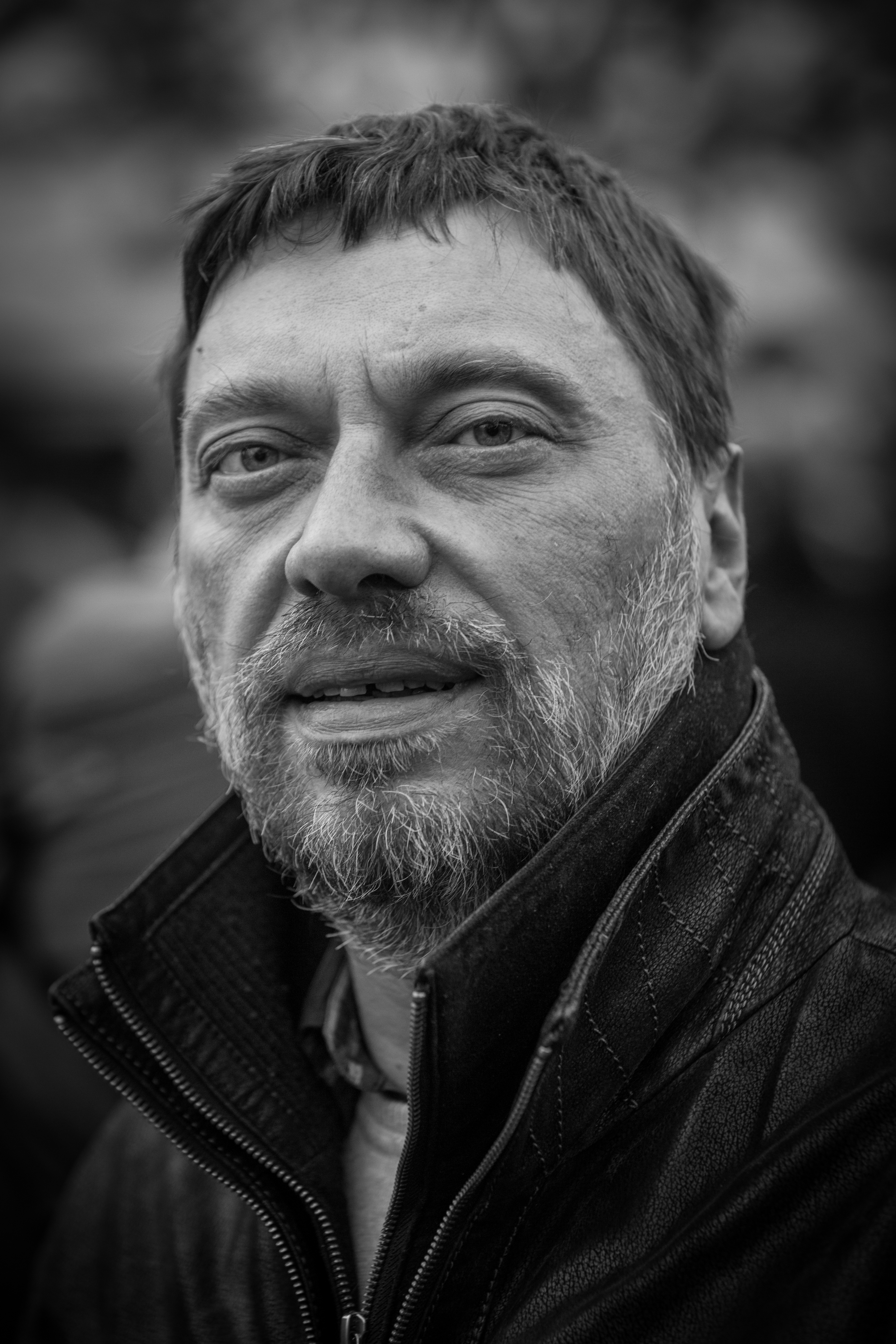
Thierry Kuhn a été le président d’Emmaüs France de mai 2014 à mai 2018.

Thierry Kuhn est nommé président d'Emmaüs France en mai 2014.
En mars 2017, pendant la campagne présidentielle, il lance, avec Nicolas Hulot, l'appel des solidarités, suivi par 120 associations[source insuffisante].
Dans l'entre-deux-tours de l'élection présidentielle de 2017 qui oppose Marine Le Pen et Emmanuel Macron, Emmaüs France appelle implicitement dans une tribune avec soixante autres associations à faire barrage à la candidate FN.

## Polémiques
En juin 2023, la communauté Emmaüs de la Halte Saint-Jean, de Saint-André-lez-Lille (59), est perquisitionnée par l’Office central de lutte contre le travail illégal (Oclti). L’association est, selon les informations de StreetPress, sous le coup d’une enquête préliminaire ouverte par le parquet pour « traite des êtres humains et travail dissimulé ». Anne Saingier, la responsable de la communauté et présidente Emmaüs du Nord-Pas-de-Calais, est soupçonnée, selon le site web d'information, d’avoir mis en place un système d’exploitation de plusieurs dizaines de travailleurs sans-papiers, jamais déclarés et recrutés sur la base d’une fausse promesse, le statut de compagnon, qui ouvre une perspective de régularisation,.

## Réorganisation
Depuis janvier 2003 et la réforme menée par Martin Hirsch (voir ci-dessus), Emmaüs France est organisé en trois branches, représentant chacune un secteur d'activités distinct :

### La branche Communautés
Les communautés Emmaüs, aujourd’hui au nombre de 123 en France, sont le projet central du mouvement Emmaüs. Les communautés sont des lieux d’accueil, de vie, de travail et de solidarité qui fonctionnent uniquement grâce à l’activité de récupération des compagnons d'Emmaüs, personnes exclues accueillies de façon "inconditionnelle" pour une durée indéterminée. Ces communautés ont une activité qui consiste à recevoir les dons des particuliers (meubles, vêtements, bibelots, vélos, etc), à les remettre en état si besoin et à les revendre à un prix peu élevé. Les communautés accueillent aujourd’hui près de 3 880 personnes exclues. Ces personnes accueillies sont appelés "compagnons d'Emmaüs". Elles sont autosuffisantes et ne reçoivent aucune subvention de fonctionnement.
Les différentes communautés étaient jusqu'en 2008 regroupées en sept fédérations. Ces fédérations avaient chacune leur mode d'organisation et de fonctionnement. La plus importante, numériquement, était l'Union centrale de communautés Emmaüs, créée en 1958. Cependant, la réforme de l'organisation interne d'Emmaüs France a entraîné la disparition de ces fédérations et leur fusion au sein de la branche communautaire d'Emmaüs France.
Depuis le 14 juillet 2009, les communautés Emmaüs disposent d'un statut reconnu par l'Etat. Ce statut a été adjoint au décret de création du Revenu de solidarité active, sous l'influence de Martin Hirsch, Haut-commissaire aux solidarités actives contre la pauvreté.

### La branche Action sociale et logement
La branche action sociale et logement d'Emmaüs France est principalement constituée des structures suivantes :
- Emmaüs Solidarité s'occupe des centres d'hébergement de Paris et organise également des maraudes pour aider les sans domicile fixe de la capitale ;
- La Fondation Abbé Pierre pour le logement des défavorisés, créée en 1988, rénove des logements insalubres et publie tous les ans un rapport sur le mal logement en France ;
- Emmaüs Habitat (anciennement HLM Emmaüs), une société de gestion de HLM ;
- La Confédération générale du logement, un syndicat de locataires ;
- Les SOS familles Emmaüs luttent contre le sur-endettement en accordant aux familles en difficulté des prêts à taux zéro.

### La branche Économie solidaire et insertion
Les structures de la branche Économie solidaire et insertion sont de natures diverses. Les principaux types de structures sont listés ci-dessous :
- les comités d'amis d'Emmaüs sont des associations constituées uniquement de bénévoles, fonctionnant sur le même type d'activités que les communautés, et reversant leurs bénéfices à la solidarité. Les comités d'amis peuvent avoir quelques salariés ;
- les Relais sont un réseau d’entreprises sociales travaillant dans le recyclage et le réemploi du textile ;
- les chantiers d'insertion sont de natures diverses et sont souvent liés à une communauté Emmaüs.

### Alliances et partenariats d'Emmaüs France
Sur la question du droit des migrants
Emmaüs France est membre du collectif des délinquants solidaires qui vise à ce que les citoyens ou associations aidant les migrants ne puissent plus être poursuivis. Les associations suivantes en sont également membres :
- la CIMADE
- le GISTI

Sur la lutte contre la pauvreté
- ATD Quart Monde (issu du Mouvement Emmaüs)

Sur le droit au logement
- Droit au Logement, également connu sous l'acronyme DAL

Sur les prisons
- L’Observatoire international des prisons (OIP)[20]

Sur les services solidaires et produits du quotidien dans le sens de la transition citoyenne et écologique,,,
- le fournisseur d’électricité renouvelable Enercoop ;
- la coopérative de covoiturage Mobicoop ;
- le réseau coopératif d’opérateurs d’autoportage Citiz ;
- la société coopérative de transport ferroviaire Railcoop ;
- la coopérative de finances solidaires La Nef (entreprise) ;
- l’opérateur de télécommunications Telecoop ;
- Commown ;
- Coopcircuits.

Personnalités françaises engagées auprès d'Emmaüs
- L'acteur Lambert Wilson, qui a joué l'abbé Pierre dans le film Hiver 54, l'abbé Pierre, est toujours resté proche d'Emmaüs.
- L'ancien footballeur Éric Cantona milite auprès de la Fondation Abbé Pierre, membre d'Emmaüs France.
- L'acteur Jean Reno prête lui aussi régulièrement son image à la Fondation Abbé Pierre
- Le chanteur Cali est régulièrement présent lors des événements d'Emmaüs en France (célébration des 60 ans d'Emmaüs au Zénith de Paris fin 2009, manifestations pour le droit des migrants sans papiers, ...
- Les chanteuses Diam's et Olivia Ruiz se sont également produites pour les militants d'Emmaüs lors de la célébration des 60 ans d'Emmaüs.